# Old Vic
Old Vic é um teatro localizado sudeste da estação Waterloo, em Londres, na esquina de The Cut e Waterloo Road. 
Fundado em 1818 como Royal Coburg Theatre e renomeado em 1833 para Royal Victoria Theatre, foi reconstruído em 1871 e reaberto com o nome de Royal Victoria Palace. Foi assumido por  Emma Cons em 1880 e formalmente denominado Royal Victoria Hall, mas, com o tempo, passou a ser conhecido como   "Old Vic". Em 1898, uma sobrinha de Emma Cons, Lilian Baylis, assumiu a administração do teatro e começou a produzir uma série de peças de Shakespeare em 1914. Em 1940, durante a Segunda Guerra Mundial, o prédio foi atingido por bombardeio aéreo. Depois de reaberto, em 1951 foi inscrito no patrimônio nacional inglês.
Old Vic foi também o nome da companhia de repertório sediada naquele teatro e que constituiu o núcleo do  National Theatre of Great Britain, quando de sua formação, em 1963, sob a direção de  Laurence Olivier.